# Prison de Sağmalcılar
Pour les articles homonymes, voir Bayrampaşa et Sağmalcılar.
La prison de Sağmalcılar (en turc : Sağmalcılar Cezaevi) est une ancienne prison turque implantée sur une zone de 12 ha située à Istanbul, dans le district de Bayrampaşa. La prison est renommée par la suite prison de Bayrampaşa (en turc : Bayrampaşa Cezaevi).

## Histoire
La construction de la prison commence en 1956 et sa mise en service a lieu en 1968. L'établissement est définitivement fermé le 18 juillet 2008. 
Les opérations de démolition de la prison de Sağmalcılar débutent en 2009, la rénovation de la zone s'effectuant dans le cadre d'un projet de transformation urbaine de la municipalité de métropole d'Istanbul. Le plan de zonage de cette rénovation prévoit la construction de 2 200 résidences, d'un hôpital public de 300 lits, d'un centre d'enseignement, d'un parking, d'un centre commercial et d'espaces verts. Les constructions se terminent en 2019 mais, durant les 8 années qui précèdent la fin des travaux, le projet connait plusieurs contentieux liés au plan de zonage dont l'issue est toujours incertaine en juin 2020.

## Détenus notables
- William Hayes (1947), écrivain, acteur et réalisateur américain ;
- Dursun Karatas, Bedri Yagan, deux membres de Dev Sol, une organisation armée d'extrême gauche turque, active entre 1978 et 1994.

## La prison dans la culture
L'action du roman autobiographique puis du film Midnight Express, basés sur l'histoire de William Hayes, se situe essentiellement dans la prison. Dans le film, son décor est reconstitué au Fort Saint-Elme à Malte, en suite du refus des autorités turques d'accueillir le tournage.